# Misteri imperiali
Misteri imperiali (Shadows in Bronze) è un romanzo giallo del 1990 scritto da Lindsey Davis, secondo volume della serie ambientata nella Roma imperiale del I secolo, incentrata sulle indagini dell'investigatore privato Marco Didio Falco.

## Edizioni
- Lindsey Davis, Misteri imperiali, traduzione di Maria Luisa Vesentini Ottolenghi, collana Il Giallo Mondadori n.2378, Mondadori, 1994.

- Lindsey Davis, Misteri imperiali, traduzione di Irene Piccinini, Nuove Edizioni Tascabili, 2002, ISBN 9788851520502.

- Lindsey Davis, Misteri imperiali, traduzione di Irene Piccinini, il Saggiatore, 15 gennaio 2009, ISBN 9788856501148.